# イバダー文化センター
イバダー文化センター（イバダーぶんかセンター、Ibdaa Cultural Center）は 、パレスチナのヨルダン川西岸地区ディヘイシャDheishehの難民キャンプでパレスチナ難民の団体により営まれている、支援活動である。「イバダー(ابداع/ibda'a)」 という名前は、アラビア語で創造（あるいは創造的な活動）を意味する。 公式ウェブサイトによれば、1994年に設立されて以降、毎年2000人以上の女性、男性、青少年を支援し、難民キャンプに住む一部の家族に雇用と収入を提供している。

## 設立目標
1. 文化、技術、復興、学術、健康などの領域における子どもの生育を支援すること
2. 子どもの養育者としての女性の能力を育むこと
3. 幼年期の生育の延長としての青年を育成し、支援すること
4. 共同体において子どもの生育の重要性についての理解を啓発すること